# Sounding a Mosaic
Sounding a Mosaic è il secondo album in studio del gruppo reggae rock canadese Bedouin Soundclash, pubblicato nel 2004.

## Tracce
1. When the Night Feels My Song – 3:07
2. Shelter – 3:15
3. Living in Jungles – 2:26
4. Money Worries (feat. Vernon Maytone) – 3:58
5. Gyasi Went Home – 2:26
6. Shadow of a Man – 5:02
7. Jeb Rand – 5:02
8. Criminal – 4:21
9. Murder on the Midnight Wire – 3:58
10. Music My Rock – 3:24
11. Rude Boy Don't Cry – 2:53
12. Immigrant Workforce – 3:21
13. Nothing to Say – 3:43
14. Money Worries (E-Clair Refix) – 4:08
15. Rude Boy Abroad (Lazare Breakdub) – 3:00